# Zehna
Pour les articles homonymes, voir Žehňa.
Zehna est une commune allemande de l'arrondissement de Rostock, Land de Mecklembourg-Poméranie-Occidentale.

## Géographie
Situé dans le plateau des lacs mecklembourgeois, son territoire est accidenté : le quartier de Braunsberg est à 77 m d'altitude. Près de Klein Breesen, le Breeser See fait partie du parc naturel du même nom.
La commune est composée des quartiers de Braunsberg, Groß Breesen, Klein Breesen et Neuhof.

## Histoire
Le prince Nikolaus von Werle offre en 1291 à la cathédrale de Güstrow le patronage de l'église appartenant à l'archidiaconé du doyen des prévôts de la cathédrale, l'église de Zehna ainsi que les villages de Groß Zehna et de Wendisch Zehna. Le manoir de Wendisch Zehna est la propriété de la famille von Zehne. En 1298, l'évêque Peter zu Camin reprend ce patronage. Lorsque la famille noble s'éteint, en 1357, le vassal Machorius von Brüshaver obtient les privilèges accordées par Nikolaus von Werle. En 1440, la maison de Passow possède Zehna et les propriétés voisines de Vietgest et Bellin. Jusqu'en 1605, la maison de Gadow a aussi des propriétés. Passow reste aussi propriétaire jusqu'en 1652.
Le village avec le moulin devient en 1685 la propriété de l'abbaye de Dobbertin.

## Source, notes et références
- (de) Cet article est partiellement ou en totalité issu de l’article de Wikipédia en allemand intitulé « Zehna » (voir la liste des auteurs).